# Viva Rai2!
Viva Rai2! è stato un programma televisivo italiano di genere varietà, satirico e rotocalco, ideato e condotto da Rosario Fiorello con la partecipazione di Fabrizio Biggio e Mauro Casciari, andato in onda nella fascia mattutina di Rai 2 dal 5 dicembre 2022 al 10 maggio 2024.
Era ispirato ai precedenti programmi di Fiorello, Edicola Fiore (2011-2017), Viva RaiPlay! e Viva Asiago10! (2019).

## Il programma
Il programma, definito da Fiorello come un autentico mattin show, a metà strada tra la rassegna stampa e il varietà, consisteva nel commento ironico e satirico di fatti e notizie del giorno raccolte attraverso i giornali cartacei e le testate online, contornato da una moltitudine di rubriche, gag, sketch ed esibizioni musicali.
Gli autori del programma erano, oltre a Fiorello, Francesco Bozzi, Pigi Montebelli, Federico Taddia, Fabrizio Biggio, Mauro Casciari, Enrico Nocera, Edoardo Scognamiglio e Alessandro Clemente.
Set del programma era uno studio di plexiglas, chiamato glass box, installato nella prima edizione all'esterno degli studi di Rai Radio, in via Asiago 10 a Roma. Il glass box è sormontato da un terrazzino, principalmente utilizzato per le performance musicali. Gran parte del programma era anche realizzata on street, in esterna, nella strada pubblica e nei dintorni del quartiere. Tale modalità ha anche scaturito il malcontento di alcuni residenti della zona interessata, che più volte hanno denunciato il troppo rumore di prima mattina nonché la sporcizia che avrebbero lasciato i fan convenuti per assistere allo show. Proprio a seguito di tali proteste, nella seconda edizione il programma è stato costretto a lasciare via Asiago per trasferirsi in un'altra location, individuata nei pressi dell’Auditorium Rai del Foro Italico, sempre a Roma, ad eccezione della puntata del 5 febbraio 2024 che viene trasmessa dal Glass Studio posto di fronte al teatro Ariston di Sanremo.

### Storia
Nelle intenzioni originali, il programma doveva intitolarsi Viva Asiago 10! (come l'omonima anteprima web di Viva RaiPlay! realizzata nel 2019) e andare in onda su Rai 1, nel tentativo di risollevare dai bassi ascolti la programmazione mattutina gestita dal TG1 tramite lo spazio informativo TG1 Mattina, su Rai Radio 2 e RaiPlay.
All'uscita di tali indiscrezioni, il Comitato di Redazione del TG1 pubblica una nota di disappunto, firmata dai giornalisti Leonardo Metalli, Roberto Chinzari e Virginia Lozito, nel quale esprime "tutto il suo sconcerto e la sua totale contrarietà nell’apprendere del possibile approdo di un programma satirico di intrattenimento [...] questa decisione semplicemente non può essere accettata, né tantomeno imposta, e rappresenta uno sfregio al nostro impegno quotidiano".
A seguito delle minacce di protesta della testata giornalistica e delle polemiche mediatiche suscitate, l'amministratore delegato Carlo Fuortes e i restanti vertici dell'azienda, in accordo con lo showman siciliano (che successivamente definirà il suddetto comunicato come poco elegante), hanno optato in via definitiva per la ricollocazione del programma su Rai 2.

### Promozione
Il primo spot per promuovere il programma è andato in onda sulle reti Rai a partire dal 5 novembre, esattamente un mese prima della partenza televisiva, e vede lo stesso Fiorello protagonista, accompagnato dal jingle della trasmissione (una breve filastrocca che richiama i suoni popolari siciliani, scritta per l'occasione da Gigi D'Alessio).
io sono Rosello

scusate mi chiamo Rosario Fiorello

mi sveglio alle 4 di ogni mattina

vi porto cornetti, caffè e cappuccini

Viva, viva, viva, viva, viva, evviva Rai 2!

Viva Rai 2!»
(testo della filastrocca recitata nel primo spot)
Un secondo promo, invece, appare dal 18 novembre seguente e vede sempre Fiorello aggirarsi indisturbato nel mezzo di alcuni programmi di Rai 1 (Ballando con le stelle, Soliti Ignoti e il TG1) e altri eventi (tra cui la cerimonia della campanella in occasione dell'insediamento del Governo Meloni e il debutto da comandante della ISS di Samantha Cristoforetti). Il tutto è accompagnato dal jingle della trasmissione, arricchito di nuove strofe.
Il primo spot della seconda edizione viene trasmesso il 21 agosto 2023 dopo il TG1 delle 20. e vede semplicemente una inquadratura fissa su uno spiazzo circondato da alberi con un sottofondo di cicale. Lo spot si conclude con la scritta in sovrimpressione Prossimamente su Raidue ore 7.15. Un secondo promo, trasmesso pochi mesi più tardi, vede sempre lo spiazzo visto nel primo spot con lo stesso sottofondo. Stavolta il protagonista è Ruggero Del Vecchio: dopo aver atteso inutilmente Fiorello e gli altri, viene avvertito della data di partenza dello show e, visibilmente stizzito, esce dall’inquadratura. Il terzo spot, andato in onda a partire dal 29 settembre, di fatto annuncia la data della prima puntata della nuova edizione del programma (il 6 novembre successivo) e mostra, su un sottofondo poliziesco, dei manifesti da ricercato con i volti dei conduttori dello show e dell’amministratore delegato della Rai Roberto Sergio, con cui Fiorello ha più volte improvvisato delle gag in diretta nella passata edizione. Infine, un quarto spot, andato in onda poche settimane prima della partenza della trasmissione, mostra i tre presentatori vagare nel vuoto in uno sfondo onirico sulla melodia della canzone Manuela di Julio Iglesias.

### Messa in onda
Il programma andava in onda dal lunedì al venerdì, dalle 7:15 alle 8:00, per una durata di 45 minuti circa, in diretta su Rai 2.
Ogni puntata è stata preceduta da Viva Rai2! Glass Cam: un'anteprima muta di 5 minuti esatti (scanditi da un countdown posto in sovraimpressione) e un minuto di pubblicità, con una telecamera fissa su via Asiago, accompagnata soltanto dalla storica colonna sonora originale dell'intervallo Rai. Dal 20 febbraio 2023, tale segmento ha visto le esibizioni di Beatrice De Dominicis e Serena Ionta ed è a sua volta anticipato dal montaggio di Viva Asiago 10! Aspettando Viva Rai2!, in onda dalle 7:00 alle 7:05 circa, con il backstage del giorno precedente.
Il programma viene replicato quotidianamente su Rai 1 nella fascia notturna di terza serata, con il titolo Viva Rai2!...e un po' anche Rai 1, arricchito da una breve introduzione inedita registrata al termine della diretta del mattino.
Tutte le puntate sono state trasmesse in versione radiofonica, in diretta su RaiPlay Sound e Rai Radio Tutta Italiana. Il sabato e la domenica, dalle 10:00 alle 10:30, su Rai Radio 2 è andato invece in onda Il meglio di...Viva Rai2!, ovvero un riassunto della settimana con l'aggiunta di un prologo e di un epilogo inedito con le voci di Fiorello e Fabrizio Biggio.
Durante la pausa per le festività natalizie, dal 26 dicembre 2022 al 6 gennaio 2023 andò in onda una pillola giornaliera di 15 minuti, dalle 7:15 alle 7:30, intitolata In vacanza con Viva Rai2!...Aspettando il 16 gennaio, con la riproposizione di vari spezzoni delle prime 15 puntate, preceduti da una breve introduzione inedita.
Al termine della prima stagione, il programma aveva riscosso grande successo, totalizzando uno share medio del 16% (con punte del 20%) contro l'1,5% consueto di quella fascia oraria.
Per tale motivo è stato quindi confermato per una seconda nonché ultima stagione, che ha avuto inizio il 16 ottobre 2023 nuovamente con l'anteprima Aspettando Viva Rai2! per poi partire ufficialmente con Viva Rai2! dal 6 novembre con inizio alle 7:00. In quest'edizione le puntate sono state precedute da un'anteprima intitolata Mattin Show, dov'è stato mostrato il "dietro le quinte" della trasmissione del giorno precedente, seguita dalla glass cam.
La seconda e ultima edizione termina il 10 maggio 2024 davanti a oltre 2 000 persone arrivate da tutta Italia e con una media finale del 24,30% di share, migliorando i risultati della prima edizione.

## Cast
Nel cast figuravano le presenze fisse di Fabrizio Biggio (co-conduttore e spalla di Fiorello), Mauro Casciari, Enrico Cremonesi e Danti (per l'accompagnamento musicale), Ruggiero Del Vecchio (pensionato con la passione per il canto, già presente in Edicola Fiore), Beatrice De Dominicis (cantante e musicista, anch'essa presente in Edicola Fiore), Serena Ionta (cantante e ukulelista emergente), Ariane Diakite (cantante), Valentino Spadoni (vignettista, presente solo nella prima edizione), Gabriele Vagnato nel ruolo di inviato, Diego Zarelli (direttore creativo della Meson Zarelli) e un corpo di ballo diretto dal coreografo Luca Tommassini.
Presenze ricorrenti sono state quelle di Manuela Moreno (giornalista del TG2, nelle vesti di reporter per le fittizie inchieste), Francesco Mandelli (nei panni dell'elfo per il calendario dell'avvento insieme a Biggio), Pippo Crotti (con i consigli per l'ambiente), Kristian Paoloni (nei panni de Il Salutatore), Alessandro Greco (nei panni di un televenditore).

## Gag e parodie
Tra gli sketch realizzati nel corso del programma erano ricorrenti le seguenti parodie:
- le fiction fallate, parodie varie (già realizzate in Viva RaiPlay!) delle produzioni di Rai Fiction, interpretate da Giorgia, Cristina D'Avena, Simone Montedoro, Paola Minaccioni e Levante nel ruolo di attori protagonisti;
- Belvo, parodia del programma Belve, nel quale Fiorello interpreta il personaggio Franco Fagnano e intervista, singolarmente, Francesca Fagnani, Marracash, Matteo Renzi, Nunzia De Girolamo, Debora Serracchiani, Giovanni Malagò, Carlo Calenda, Francesco Boccia e Annalisa. Nella seconda stagione Sofia Goggia, imitando Fagnani, intervista Fabrizio Biggio;
- Batman, parodia dell'omonimo film con Fiorello nei panni del supereroe, accompagnato da Fabrizio Biggio che interpreta WonderTrans (e occasionalmente Superman); in alcuni episodi compaiono anche Mauro Casciari, Rosa Chemical (nei panni del figlio della coppia di supereroi), Lillo (nel ruolo di Posaman), Laura Pausini (nel ruolo della donna invisibile), Gabriele Vagnato e Amadeus (come Robin o voce fuori campo da conduttore);
- La casa di canone, trailer parodia della serie La casa di carta, con Fiorello e la partecipazione di Guè Pequeno, Max Giusti, Ilenia Pastorelli, Marco Masini e Stefano Fresi;
- Chi vuol essere in ascensore, parodia del game show Chi vuol essere milionario?, ambientata in un ascensore e con protagonisti Fiorello e Fabrizio Biggio come concorrenti e con Colapesce Dimartino, Giorgia, Francesca Michielin, Pierfrancesco Favino, Nek, Francesco Renga, Sofia Goggia, i Pooh nella versione Celebrity Edition oltre a Enrico Cremonesi, Mauro Casciari e Ruggiero Del Vecchio;
- Doc - Quasi laureato, parodia della fiction Doc - Nelle tue mani, con Fiorello, Fabrizio Biggio e Mauro Casciari, talvolta insieme a Matilde Gioli, Lino Guanciale, Luca Argentero (protagonista della serie Rai), Fabio De Luigi e Diodato;
- Non aprite quelle porte scorrevoli, parodia del film horror Non aprite quella porta, con Max Pezzali, Michelle Hunziker, Tananai, Mr. Rain e Paola & Chiara;
- Mare fuori, parodia dell'omonima serie, con Fiorello, Fabrizio Biggio, Mauro Casciari ed Enrico Cremonesi (accreditati rispettivamente come Rosario Fuorello, Fabrizio Braccio, Mauro Guardiani e Carmine), talvolta accompagnati da guest star come Domenico Cuomo, Matteo Paolillo, LDA, Giacomo Giorgio, Nicolò Galasso, Annalisa, Laura Pausini (Laura Pausillipo), Clara, Carolina Crescentini, Pietro Castellitto, Gigi D'Alessio, Garrison, Geolier e diversi componenti del cast del programma oltre a Giorgia Della Valle (Rosa Rottweiler) e Sofia Goggia (Sofia Gaggiafà / Naditza);
- Carbion, trailer parodia di un film di fantascienza con Fiorello, i Cugini di Campagna, Sethu, David Zed, Rosa Chemical, Lazza, Riccardo Rossi, Paola Cortellesi, Claudio Baglioni, Alex Britti e gli autori Pierluigi Montebelli e Francesco Bozzi;
- Ma senza Se, parodia di un programma per bambini con Fiorello (Florì) e Biggio (Tofì), nei panni del duo di youtuber Me contro Te; in alcuni episodi compaiono anche il coreografo del programma Luca Tommassini, Paola Cortellesi (Paulì), Ruggiero Del Vecchio (Dracula), Lorella Cuccarini (Lorellì) e nella seconda edizione Laura Pausini (la Gianna) Paola & Chiara, Mauro Casciari (il bufalo), Giorgia (Giorgilla e la segretaria del dottor Oppenheimer, interpretato da Fiorello), Ruggiero Del Vecchio, Gabriele Vagnato ed Enrico Cremonesi (sketch di Heidi) e Mauro Casciari;
- Chi minkia è…, parodia dei Soliti ignoti con la conduzione di Laura Pausini e la partecipazione come concorrenti di Sofia Goggia, Mauro Casciari e il ballerino Tommaso Stanzani;
- Techetechenoi, parodia di Techetechete' con Fiorello, Biggio e suor Giorgia;
- Sono tra noi, trailer parodia di un film d'azione con Laura Pausini, Rosa Chemical, Riccardo Rossi, Lazza, Walter Veltroni (accreditato come Walter W. Veltrons), Mauro Casciari e Fabrizio Biggio (nei panni dei Men in Black), Fiorello, Neri Marcorè, Madame e Clementino;
- I soliti soliti, trailer parodia di un film con Fiorello, Fabrizio Biggio, Amadeus, Raf, Paolo Belli, Sofia Goggia, Clementino e i Pooh;
- Vacanze romane, parodia del film del 1953 con Fiorello, Fabrizio Biggio e Mauro Casciari nei panni rispettivamente di Gregory Peck, Audrey Hepburn e un vigile;
- Dart Fener con Fiorello nei panni del personaggio di Guerre stellari;
- Due pesi e due misure, altra parodia di un game show con protagonisti Biggio e Fiorello; in alcuni episodi compaiono anche Amadeus, Calcutta, Laura Pausini, Claudio Cecchetto, Pio e Amedeo, Francesca Michielin, Marco Mengoni, Angelina Mango, Noemi, i The Kolors, Tananai, Virginia Raffaele, Ruggiero Del Vecchio, Giorgia ed Emanuel Lo;
- TG Bello, parodia del TG2 con Fiorello nei panni del conduttore Emanuelo Moreno;
- Rai Fake, parodie di fiction Rai come Don Matteo e Volare - La grande storia di Domenico Modugno con protagonisti Biggio e Fiorello;
- Le avventure di Pinocchio con Fiorello (Geppetto), Fabrizio Biggio (Pinocchio), Mauro Casciari (la fatina napoletana) e Achille Lauro;
- I bastardi di Pizzofalchetto, parodia della serie Rai I bastardi di Pizzofalcone con Fiorello (bastardo capo), Fabrizio Biggio (bastardo semplice), Mauro Casciari (er bastardo), Ruggiero Del Vecchio (il bastardo informatico); in alcuni episodi compaiono anche Annalisa (moglie di Pierfrancesco Favino e Anna Annalisetti dei RIS di Parma), Pierfrancesco Favino, Edoardo Leo, Luca Argentero, Francesco Gabbani (esperto di identikit), Levante (truffatrice siciliana), i The Kolors da Sanremo, Orietta Berti, i Ricchi e Poveri ed Emma Marrone;
- Unico, parodia del docufilm di Ilary Blasi che vede protagonista Fiorello con la partecipazione di Luca Argentero e Amadeus;
- Viva Rai Tu, sketch con Fiorello, Fabrizio Biggio, Alessia Marcuzzi, Achille Lauro e Mr. Rain;
- The Viacolventez, parodia di Via col vento con Fiorello (Rhett Butler), Fabrizio Biggio (Rossella O'Hara) e Bruno Vespa;
- Strane presenze al foro italico, parodia di Ghostbusters con Fiorello, Manuela Moreno, Ilenia Pastorelli, Ermal Meta, Mauro Casciari, Fabrizio Biggio e Ruggiero Del Vecchio;
- La goccia, sketch sulle abitudini di casa di Fiorello con Rosario e Beppe Fiorello, Bruno Vespa, Pietro Castellitto e Benedetta Porcaroli;
- La bella addormentata nel bosco, parodia per i 65 anni del cartone Disney con Fiorello (Malefica), Fabrizio Biggio (Aurora) e Mauro Casciari (Filippo);
- Biggio Elliot, parodia di Billy Elliot interpretato da Fabrizio Biggio con la partecipazione di Al Bano (come suo padre), Manuela Moreno (come inviata), Lorella Cuccarini e Roberto Bolle (come suoi insegnanti) oltre a Fiorello;
- Biancanevo e le sette nane, parodia dell’omonimo cartone con Fabrizio Biggio (Biancaneve), Pilar Fogliati (una dei nani) e Fiorello (la strega);
- L'ultimo schiaffo prima dell'ultimo bacio, parodia di un film di Gabriele Muccino con Fiorello nei panni del noto regista che dirige, in episodi diversi, Fabrizio Biggio, Emma Marrone, Riccardo Scamarcio, Claudio Santamaria, Neri Marcorè, Giorgia, Emanuel Lo e lo stesso Muccino;
- Code da incubo, sketch di una coda a uno sportello con Fiorello, Fabrizio Biggio, Ruggiero Del Vecchio e, in episodi diversi, Mr. Rain, Giorgia, Claudio Santamaria, Gabriele Vagnato, La Sad, Michela Giraud, Rocco Hunt, Max Pezzali e La Rappresentante di Lista;
- Law & Order, parodia della serie crime con Fiorello, Fabrizio Biggio, Ruggiero Del Vecchio, Mauro Casciari e, in alcuni episodi, anche Annalisa, Mr. Rain, BigMama, Riccardo Scamarcio, Rosa Chemical e Neri Marcorè;
- Happy Days, parodia della sigla della serie americana con Ruggiero Del Vecchio (Richie Ruggier Cunningham), Fabrizio Biggio (Fabry Potsie / Joaine Biggietta Cunningham), Fiorello (Ros Fonzie Flower), Mauro Casciari (Ralph Cascia Malph / Alfred Mauro Del Vecchio) e Giuliano Sangiorgi (Marion Sangiorgi Cunningham);
- Ross in incognito, sketch con Mauro Casciari, Fiorello, Fabrizio Biggio e Max Giusti.

Altre gag hanno visto la partecipazione di:
- Fiorello nei panni del trapper Tofu, personaggio che prende spunto dal nome di Sethu;
- Fabrizio Biggio e Francesco Mandelli come elfi di Natale del calendario dell'avvento;
- Pippo Crotti con i consigli per l'ambiente;
- Alessandro Greco con le finte televendite dallo slogan Rai “non si butta via niente”;
- Valerio Mastandrea, Francesco Sarcina, Dado, i Negramaro, i Gemelli di Guidonia e Amadeus come orchestratori di un finto rapimento di Fiorello;
- Amadeus, Fabrizio Biggio, Rosario e Giuseppe Fiorello nelle vesti di quattro preti;
- Carlo Calenda nella promozione della sua fantomatica applicazione CalendApp;
- Sofia Goggia sulla neve con Biggio e Fiorello;
- Neri Marcorè, Nina Zilli, Tommaso Labate, Emma D’Aquino, Annalisa, Amadeus, Carolina Crescentini, Ruggiero Del Vecchio, Claudia Gerini, Jovanotti, Alessandro Greco, Arisa, i Gemelli di Guidonia, Mauro Casciari, Fabrizio Biggio, Luca Barbarossa e Fiorello nei vari speciali di TeleMinkia;
- Fiorello, Fabrizio Biggio, Mauro Casciari, Danti e Amadeus come cartoon;
- Fiorello e Fabrizio Biggio nelle vesti di Carlo e Camilla talvolta con Luca Sardella sullo sfondo e Mauro Casciari come chitarrista;
- Fabrizio Biggio, Mauro Casciari, Blanco, Massimo Ranieri, Fiorello e Alex Britti in uno sketch malinconico di Biggio;
- Fabrizio Biggio, Ruggiero Del Vecchio, Jovanotti, Gianni Morandi e Ambra Angiolini ne La Sala d’attesa dal medico di base;
- Fabrizio Biggio nelle vesti di Beatrice, musa ispiratrice di Dante Alighieri, intervistato da Fiorello;
- Fiorello nei panni di Dracula, intervistato da Fabrizio Biggio; in puntate diverse è affiancato da Paola Cortellesi, Enrico Cremonesi, Marco Liorni, Amadeus (DraculAma) e la ballerina Benedetta Piacentini;
- Fabrizio Biggio, Mauro Casciari e Fiorello nelle vesti di tre pupazzi nell'anteprima del programma; in una puntata compare anche Amadeus sempre come pupazzo;
- Amadeus che imita Marco Mengoni;
- Marco Mengoni nello sketch della master class L'arte della canotta con Fabrizio Biggio;
- Walter Weltroni nello sketch della master class L'arte di sembrare uno di cultura con allievo sempre Fabrizio Biggio;
- Fiorello, Fabrizio Biggio, Mauro Casciari, Ruggero Del Vecchio, Mahmood, Pierfrancesco Favino, Rkomi e Irama nello sketch della rapina del secolo al CONI;
- Fiorello, Fabrizio Biggio e Giovanni Malagò in uno sketch su uno slittino da bob;
- Paola Cortellesi e Fiorello in uno sketch educativo per sensibilizzare all'uso adeguato dei cellulari da parte dei bambini;
- Francesco Totti come promotore di cultura con Mauro Casciari;
- Fiorello, Fabrizio Biggio e Mauro Casciari alla ricerca del regolamento di Ballando con le stelle con voce fuori campo di Milly Carlucci;
- Fiorello nei panni di Nostradamus e di Superman con la partecipazione di Fabrizio Biggio e Mauro Casciari;
- Gabriele Muccino nello sketch della master class L'arte di fare film che alla fine poi la gente guarda;
- Fiorello nei panni dell’iceberg colpito dal Titanic e Mauro Casciari nei panni del comandante della nave;
- Gabriele Vagnato nei panni dei re Magi e nello sketch del ponte sullo stretto di Messina;
- Fiorello e Biggio nei panni di due hacker, gli Appannati; in alcuni episodi sono presenti anche Annalisa e Giorgia;
- Fiorello, sempre intervistato da Fabrizio Biggio, nei panni di Bepi De Mon (marito veneto di Crudelia De Mon), William Shakespeare, Manuel Franjo (ballerino di Fantastico), uno zombi (il signor Carlo), Ethan Torchio (batterista dei Maneskin), Clint Eastwood, Michelangelo Buonarroti, Ludwig van Beethoven, l'Uomo Ragno, il tenore Enrico Pallozzo e Rodolfo Valentino;
- Ruggiero Del Vecchio nei panni del rapper Ruggix;
- Mahmood, Emma, i Ricchi e Poveri, Nek, Francesco Renga, Annalisa, Amadeus, Fiorello, Dargen D'Amico e Antonella Clerici nello sketch di Sanremo Operazione anche basta per dissuadere Amadeus dal continuare a condurre il Festival.
- Fiorello, Michela Giraud, Fabrizio Biggio, Mauro Casciari e Ruggiero Del Vecchio in uno sketch di presentazione dell’attrice.

### Imitazioni
Tra i personaggi imitati da Fiorello ci sono Carlo Calenda, Giuseppe Conte, Nicola Zingaretti, Mercoledì Addams, Amadeus, Aurelio De Laurentiis, Giovanni Muciaccia, Stefano Coletta, Carla Bruni, Matteo Salvini, Gian Piero Galeazzi, Albano Carrisi, Luca Tommassini, Nanni Moretti, Pupo, Gabriele Muccino, Jovanotti, Gianni Morandi, Carlo Conti, Giuliano Sangiorgi, Raimondo Todaro, Zucchero Fornaciari, Vincenzo De Luca, Francesco Guccini, Matteo Renzi, Ignazio La Russa, Bruno Vespa, Gennaro Sangiuliano, Antonello Venditti, Papa Francesco, Silvio Berlusconi, Umberto Tozzi, Franco Califano, Roby Facchinetti, Mahmood, Mike Bongiorno, Renzo Arbore, Mario Giordano, Jannik Sinner, Fabio Concato, Little Tony, Adriano Celentano, Sigfrido Ranucci.

## Edizioni
| Edizione | Anno      | Conduzione       | Periodo         | Periodo        | Puntate | Cast fisso      | Cast fisso     | Location            |
| Edizione | Anno      | Conduzione       | Inizio          | Fine           | Puntate | Cast fisso      | Cast fisso     | Location            |
| -------- | --------- | ---------------- | --------------- | -------------- | ------- | --------------- | -------------- | ------------------- |
| 1ª       | 2022-2023 | Rosario Fiorello | 5 dicembre 2022 | 9 giugno 2023  | 111     | Fabrizio Biggio | Mauro Casciari | Via Asiago 10, Roma |
| 2ª       | 2023-2024 | Rosario Fiorello | 6 novembre 2023 | 10 maggio 2024 | 112     | Fabrizio Biggio | Mauro Casciari | Foro Italico, Roma  |

## Audience
| Edizione | Rete televisiva | Anno      | Stagione          | Programmazione | Programmazione | Programmazione | Programmazione | Programmazione | Programmazione | Programmazione | Collocazione | Media auditel  | Media auditel | Première       | Première | Finale         | Finale |
| Edizione | Rete televisiva | Anno      | Stagione          | L              | M              | M              | G              | V              | S              | D              | Collocazione | Telespettatori | Share         | Telespettatori | Share    | Telespettatori | Share  |
| -------- | --------------- | --------- | ----------------- | -------------- | -------------- | -------------- | -------------- | -------------- | -------------- | -------------- | ------------ | -------------- | ------------- | -------------- | -------- | -------------- | ------ |
| 1ª       | Rai 2           | 2022-2023 | autunno-primavera |                |                |                |                |                |                |                | Day-time     | 814 000        | 16,64%        | 683 000        | 14,10%   | 1 126 000      | 22,90% |
| 2ª       | Rai 2           | 2023-2024 | autunno-primavera | 999 000        | 19,64%         | 1 055 000      | 20,20%         | 1 299 000      | 24,30%         |                | Day-time     |                |               |                |          |                |        |

## Sigle
La sigla principale, ispirata a Viva Las Vegas di Elvis Presley, era scritta e cantata da Jovanotti mentre altre sigle/jingle occasionali, solitamente usate come antesigla o per stacchetti del corpo di ballo, furono cantate da Alexia, Nina Zilli, Max Pezzali, Eros Ramazzotti, Gigi D'Alessio, Drusilla Foer, Marco Masini, Ultimo, Eugenio in Via Di Gioia, Cesare Cremonini, Fasma, Inoki, Giovanni Truppi, Colla Zio, Federica Carta, Chiara Galiazzo, i Meduza, Gianmaria, Biagio Antonacci, gli Oblivion, Michele Zarrillo, Lorenzo Fragola, Colapesce Dimartino, Orietta Berti, i Cugini di Campagna, Mahmood, Amedeo Minghi, Moreno oltre a svariati artisti emergenti.

## Spin-off

### Aspettando Viva Rai2!
Aspettando Viva Rai2! è andato in onda da un bar di Roma Nord ed è stato trasmesso esclusivamente sul servizio di streaming RaiPlay dal 7 al 25 novembre 2022 come anteprima del programma TV. Il programma è condotto da Fiorello affiancato sempre da Fabrizio Biggio e Mauro Casciari. Tra gli ospiti di questo spin-off ci sono stati Carolyn Smith, Giovanni Vernia, Lola Ponce, Fasma, Pierpaolo Pretelli, Massimiliano Ossini oltre a vecchi componenti del cast di Edicola Fiore come Ruggiero Del Vecchio e i Gemelli di Guidonia.
La seconda edizione dello spin-off è stata trasmessa sempre su RaiPlay dal 16 al 27 ottobre 2023 da un bar di via Vigna Stelluti a Roma Nord. Tra gli ospiti Tommaso Paradiso, Manuela Moreno, Tommaso Labate, Max Mariola, Pierpaolo Pretelli, Zibba, Francesca Fagnani, Andrea Delogu, Roberto Sergio, Leonardo De Amicis.

### Aspettando il Glass Box
Aspettando il Glass Box è andato in onda sempre su RaiPlay su un marciapiede di via Montello, vicino agli studi di Via Asiago, dal 29 novembre al 2 dicembre 2022.

### ...e viva il videobox
...e viva il videobox è uno spin-off del programma, in onda dal 5 dicembre 2022 su Rai 2, dalle 8:00 alle 8:30, in coda alla puntata di Viva Rai2!. L'idea nasce dallo stesso Fiorello sul ricordo di Videobox, format trasmesso su Rai 3 dal 1988 al 1989.
Il programma consiste in una sequenza di esibizioni di gente comune, in uno spazio a telecamera fissa situato presso gli studi di Rai Radio, sempre in via Asiago a Roma, mettendo in mostra talenti di vario genere.
Dal 26 dicembre 2022 al 6 gennaio 2023, durante la pausa per le festività natalizie, veniva trasmesso il meglio delle prime 15 puntate con il titolo ...e viva il videobox ristretto, in onda per 5 minuti (dalle ore 7:30 alle 7:35 circa) su Rai 2. Dall'8 maggio al 6 giugno 2023, in seguito alla messa in onda di Aracataca - Non voglio cambiare pianeta 2, il programma è andato in onda dalle 8:15 alle 8:30 con il titolo ...e viva il mini videobox.
Tra gli ospiti alcuni volti noti come  : Luca Piazza prestigiatore , Francesca Montecchi (performer in Hairspray con Platinette), Caterina Ferri (cantante nel programma E...state con noi in TV) e Gloria Conti (showgirl cantante del programma ItaliaSì!).
Dopo la cancellazione del programma principale, che dalla stagione 2024-2025 è stato sostituito dal simile Binario 2 e agli altri spin-off, ...e viva il videobox è stato l'unico ad essere mantenuto, cambiando nome in Videobox (come il format originale trasmesso su Rai 3) e riducendo la durata a 15 minuti. Il format e la location tuttavia, sono rimasti invariati.

### Mattin Show!
Dal 20 febbraio 2023, il programma è stato preceduto da una striscia dalla durata di 5 minuti che mostra backstage e fuori onda del programma. Nella prima stagione aveva il titolo di Viva Asiago 10! mentre ha assunto il titolo attuale a partire dal 6 novembre 2023. È seguita da Aspettando Viva Rai2! Glass cam. La sigla riprendeva lo storico tema di apertura delle trasmissioni Rai, a sua volta derivato dalcoro Tutto cangia, il ciel s'abbella dal Guglielmo Tell di Rossini. 

### Il meglio della settimana di Viva Rai2!
Dal 29 gennaio 2023 è stata realizzata, in esclusiva per RaiPlay, una breve striscia con il meglio della settimana del programma.

### Viva Rai2!... e anche un po' Rai1
Ogni puntata del programma era replicata nella terza serata di Rai 1 con il titolo Viva Rai2!... e anche un po' Rai 1, la quale prevede con l'aggiunta di una breve introduzione inedita registrata subito dopo la diretta mattutina.

### Aspettando Viva Rai2! Glass Cam
Tale spin-off anticipava la messa in onda di ogni puntata dal 20 marzo 2023. Inizialmente si trattava di una telecamera fissa su via Asiago, con tanto di conto alla rovescia, mostrando l'arrivo del pubblico e la preparazione del programma ma in seguito è stato arricchito da esibizioni di vario genere.

### In vacanza con Viva Rai2!
Dal 26 dicembre 2022 al 6 gennaio 2023, in attesa della messa in onda delle nuove puntate di Viva Rai 2!, in onda dal 16 gennaio successivo, sono andate in onda su Rai 2 delle strisce di circa un quarto d'ora, con il meglio della trasmissione e una breve introduzione inedita.

### Il meglio di Viva Rai2!
Il meglio di Viva Rai2! è stato lo spin-off radiofonico andato in onda dal 10 dicembre 2022 all'11 giugno 2023 e dall'11 novembre 2023 al 12 maggio 2024, trasmesso il sabato e la domenica dalle 10:00 alle 10:30 su Rai Radio 2, con il meglio del programma e delle brevi anteprime inedite e relativi epiloghi.

### Il buongiorno si vede da Viva Rai2!
Il buongiorno si vede da Viva Rai2!, come per i precedenti Aspettando Viva Rai2! e Aspettando il Glass Box, è stata un'anteprima rilasciata esclusivamente sulla piattaforma RaiPlay, dal 9 al 13 gennaio 2023 per un totale di cinque episodi (realizzati in contemporanea alla diretta Instagram sul profilo ufficiale di Fiorello), in attesa della ripresa delle dirette televisive dopo le festività natalizie.
La prima puntata si è svolta all'interno del glass box, mentre le restanti quattro sono nuovamente ambientate all'esterno di un bar di via Montello a Roma. La sigla è cantata da Nina Zilli.

### Viva Rai2! Viva Sanremo! su Rai1
In occasione della 73ª e della 74ª edizione del Festival di Sanremo, rispettivamente dal 7 al 10 febbraio 2023 e dal 6 al 9 febbraio 2024, sono andate in onda quattro puntate speciali dal titolo Viva Rai2!... Viva Sanremo! su Rai 1, in diretta su Rai 1 subito dopo la serata appena conclusa della kermesse. La prima edizione è realizzata nel Glass Studio di Via Asiago, mentre la seconda è trasmessa dal Glass Studio – denominato Aristonello – posto di fronte all'ingresso del teatro Ariston di Sanremo; nel cast della seconda stagione è presente anche Angelica Fiorello, la figlia di Rosario.
A parti invertite, rispetto all'edizione classica, le puntate sono state riproposte in replica su Rai 2 il mattino seguente, nello slot originario del programma (dalle 7:15 alle 8:00 circa) e introdotte da una clip inedita di pochi minuti registrata al termine della diretta.
Lo spin-off, oltre al cast della versione classica, ha visto la presenza fissa di Alessia Marcuzzi. Un'apposita sigla è scritta e cantata da Federica Carta, mentre la sigla principale di Jovanotti è eseguita e riarrangiata, in collegamento dal teatro Ariston, dall'orchestra diretta dal maestro Leonardo De Amicis.
La seconda serata del Festival di Sanremo 2024 è stata aperta da Ruggiero Del Vecchio, volto storico di Viva Rai2! e di Edicola Fiore, con Amadeus e Fiorello collegati dall'ingresso del teatro Ariston; Fiorello, oltre a condurre la serata finale con Amadeus, nel corso delle serate è intervenuto diverse volte dall'esterno, oltreché all'interno, del teatro con diversi siparietti (come il ballo del qua qua con John Travolta, il quale è stato oggetto di polemiche, e l'esibizione con Lorella Cuccarini) ben prima dell'inizio di Viva Rai2! Viva Sanremo!.

### Viva Rai2!... Viva Sanremo all'alba!
Dall'8 all'11 febbraio 2023 è stata replicata su Rai 2, nel classico orario della messa in onda mattutina, la puntata di Viva Rai2!... Viva Sanremo! su Rai1, trasmessa poche ore prima, con delle brevi introduzioni inedite. Lo stesso è avvenuto anche l'anno seguente.

### Viva Rai2!... e anche un po' Radio2
Dal 6 novembre 2023 al 10 maggio 2024 è stata riproposta in differita su Rai Radio 2, dal lunedì al venerdì dalle 14:00 alle 14:50, la puntata appena andata in onda con il titolo Viva Rai2!... e anche un po' Radio2, con l'aggiunta di introduzione e coda inedite.

## Riconoscimenti
- TV Talk Awards
  - 2023: Premio come Programma d'intrattenimento
- Bubino d'Oro
  - 2023: Premio come Programma dell'anno
  - 2023: Premio come Programma rivelazione
- Telegatto
  - 2024: Premio come Programma dell'anno